# ایگناسیو فلورس
ایگناسیو فلورس (اسپانیایی: Ignacio Flores‎; ۳۱ ژوئیهٔ ۱۹۵۳ – ۱۱ اوت ۲۰۱۱) بازیکن فوتبال اهل مکزیک بود.
از باشگاه‌هایی که در آن بازی کرده‌است می‌توان به باشگاه فوتبال کروز آزول اشاره کرد.
او همچنین در تیم ملی فوتبال مکزیک بازی کرده‌است.